# Generación dorada (básquetbol)
La Generación Dorada fue una camada de basquetbolistas argentinos que en el lapso de más de 15 años consiguieron para la Selección de básquetbol de Argentina gran cantidad de medallas de oro, plata y bronce en todos los torneos de mayor relevancia organizados por la FIBA: Juegos Olímpicos, Mundial, FIBA Diamond Ball y Campeonato FIBA Américas. Para muchos se trató de los "mejores equipos de la historia del deporte argentino ".
En los planteles albicelestes que compusieron esta generación (que se extendió entre 2001 y 2016), formaron parte jugadores de gran jerarquía, como Emanuel Ginóbili, Pepe Sánchez, Fabricio Oberto, Luis Scola, Andrés Nocioni, Hugo Sconochini, Alejandro Montecchia, Gabriel Fernández, Carlos Delfino, Walter Herrmann, Leonardo Gutiérrez, Pablo Prigioni, Lucas Victoriano, Leandro Palladino y Rubén Wolkowyski entre muchos otros. El primer entrenador y mentor de esta plantilla ganadora fue desde 1999 hasta 2004 el cordobés Rubén Magnano. Luego, el bahiense Sergio Hernández tomó la conducción del equipo entre 2005 y 2010. El ciclo exitoso de esta generación continuó con la conducción de Julio Lamas desde 2010 hasta 2014, y finalmente terminó con la vuelta de Sergio Hernández, desde 2014 hasta 2016, fechas entre las cuales se retiraron Ginóbili y Nocioni. Todos ellos ganaron títulos y medallas al frente del combinado albiceleste.

## El germen de la Generación Dorada: la creación de la Liga Nacional de Básquet en 1985

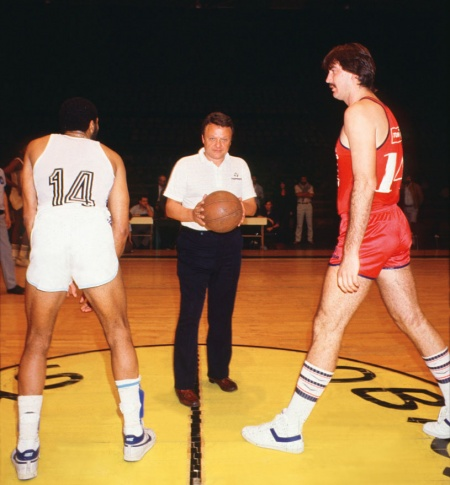
León Najnudel con el balón: uno de los grandes impulsores de la creación de la Liga Nacional de Básquet

La aparición de la Generación Dorada en 2001 es sin dudas, el producto de la creación de la Liga Nacional. Luego de muchos años de luchas internas la Liga vio luz definitivamente en 1985. Los creadores del proyecto fueron los entrenadores León Najnudel y Horacio Seguí, y el periodista Osvaldo Ricardo Orcasitas entre otros. De esta manera, el baloncesto argentino tuvo una gran transformación: la creación de la Liga le dio al baloncesto argentino una organización y federalización que jamás antes se había visto. Pero por sobre todo, le dio la posibilidad a muchos talentos de todo el país para que se formaran y aparecieran. La creación de la Liga puso fin a un antiguo esquema competitivo y fue transformadora de buenos valores, ya que con este nuevo modelo, se armó un gran campeonato federal con el poder de decisión que le fue trasladado a los clubes y en el que los equipos de mayor nivel y los demás conjuntos no dejaron de jugar sino que se fortalecieron en competiciones equilibradas. Así, este proyecto le permitió a clubes, entrenadores y jugadores, adquirir una gran experiencia tanto a nivel nacional como internacional. En 1985 cambiaría para siempre la historia del baloncesto argentino. Todos los jugadores y entrenadores que forjaron a esta camada de jugadores por demás de exitosa y talentosa del básquetbol argentino se creó y se formó gracias a la organización de una Liga Nacional grande y federal: ella fue su germen natural.

## El Mundial Sub-22 de Australia 1997: comienza a gestarse la Generación Dorada
El cuarto puesto obtenido por Argentina en el Mundial Sub-22 de Australia 1997 marcó el inicio de una serie de logros y de buen juego exhibido por toda una camada de jugadores argentinos. Aquel equipo tenía como entrenador a Julio Lamas, y formaron parte de mismo -que perdió la semifinal con Australia con un triple en el último segundo- jugadores como Juan Ignacio Sánchez, Gabriel Fernández, Fabricio Oberto, Lucas Victoriano, Emanuel Ginóbili, Leonardo Gutiérrez, Luis Scola y Leandro Palladino, entre otros. Luego perdieron el duelo por el tercer puesto con Yugoslavia. Se cuenta que luego de aquella derrota los jugadores argentinos se juramentaron en el vestuario albiceleste llegar a lo más alto del básquet mundial.

## Los primeros grandes logros: el Sudamericano de Valdivia y el Campeonato FIBA Américas de 2001
Campeonato Sudamericano de Baloncesto de 2001
Campeonato FIBA Américas de 2001

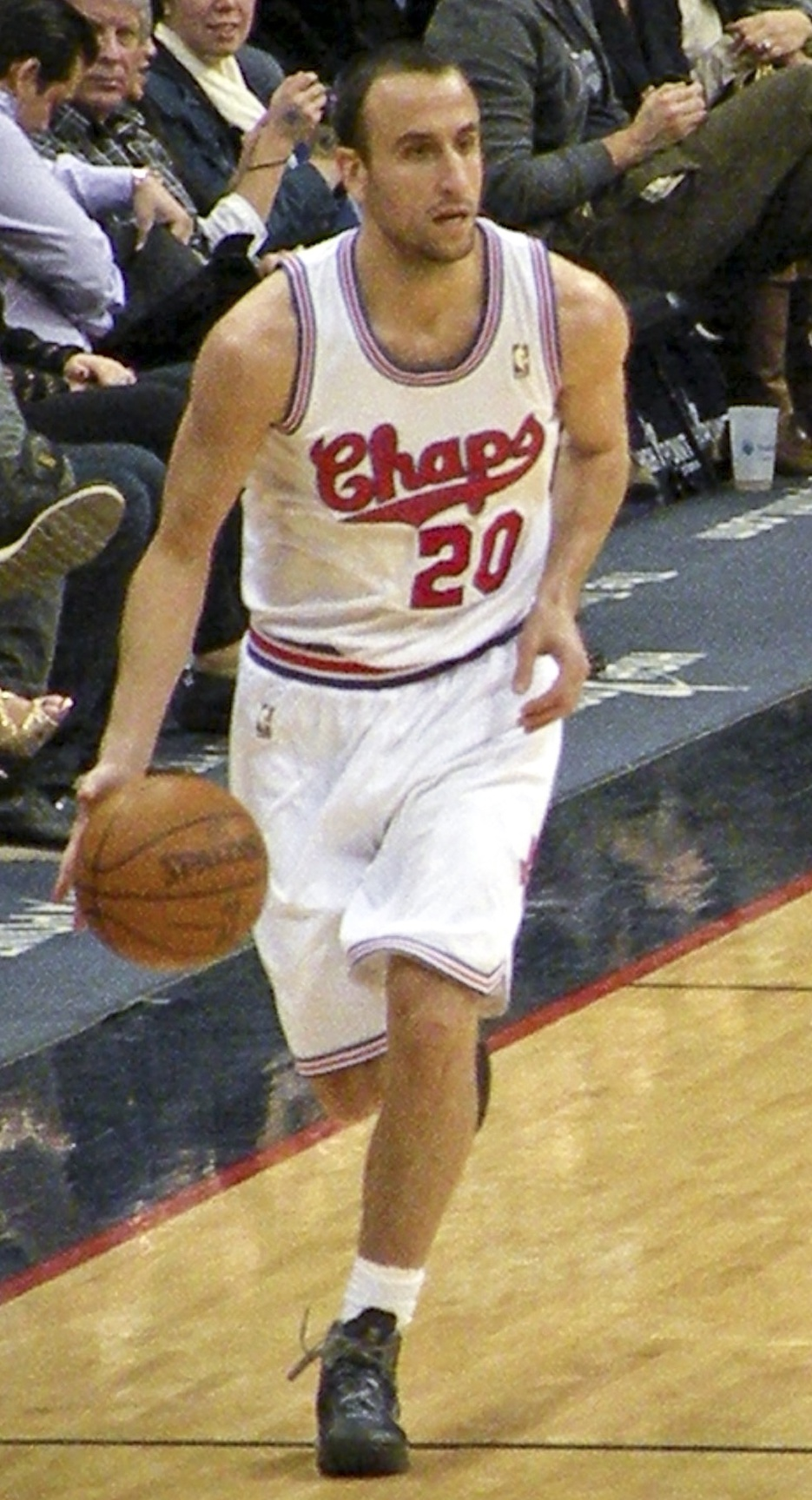
Emanuel Ginóbili, MVP de los Juegos Olímpicos de 2004, es considerado por muchos especialistas, exdeportistas y directores técnicos de este deporte como el mejor jugador de básquetbol de Latinoamérica de todos los tiempos.

En julio de 2001, la Selección Argentina comenzaría su camino al FIBA Américas de ese año con la participación previa en el Campeonato Sudamericano que se desarrolló en Valdivia, Chile. Con muchos de los jugadores que luego disputarían el máximo torneo continental, la selección dirigida por Rubén Magnano se preparaba para cortar una serie de 14 años sin lograr un título sudamericano de mayores. Así, se impuso en todos los partidos que jugó y doblegó a Brasil en la final por 76 a 69. De esta manera, los albicelestes llegaron entonados al Campeonato FIBA Américas que se disputaba en Neuquén. Este torneo fue ganado de punta a punta por Argentina, ganándole otra vez la final a Brasil. Así, la Selección comenzaba a formar una base de grandes jugadores que ganarían campeonatos y medallas en la mayoría de los grandes torneos de la FIBA, y que duraría más de una década y media.
En aquel campeonato, Argentina ganó invicta el Grupo "A", tras vencer sucesivamente a Uruguay (103-63), Estados Unidos -que disputó el torneo presentando un equipo universitario y finalizó último- (108-69), Venezuela (90-73) y Brasil, en tiempo suplementario, (108-98). En la segunda fase los triunfos fueron ante Islas Vírgenes (98-77), Canadá (85-76), Puerto Rico (95-70) y Panamá (85-76). En semifinales, los de Magnano volvieron a cruzarse con Canadá, ganándole por 97 a 76, y en la definición, los albicelestes extendieron la racha positiva (10-0) frente a Brasil (78-59) para quedarse con el título y comenzar un reinado en Latinoamérica que se extiende hasta hoy. El MVP del torneo fue Emanuel Ginóbili. Ese logro, clasificó al equipo albiceleste al Mundial de Indianápolis 2002.

## La medalla de plata en el Mundial de Indianápolis 2002
Campeonato Mundial de Baloncesto de 2002
La Selección Argentina, integró el Grupo "D" junto a Nueva Zelanda, Rusia y Venezuela, ganando todos sus partidos con amplitud. En la segunda ronda, tuvo que enfrentar a Alemania, China, y al local, EE. UU. Luego de vencer a los chinos y alemanes, llegó el punto de inflexión para esta generación argentina, ya que fue la primera en el mundo en derrotar a una Selección de Estados Unidos conformada íntegramente por jugadores de la NBA. El 4 de septiembre de 2002, los albicelestes derrotaron 87-80 a los norteamericanos y clasificaron primeros en su grupo para disputar los cuartos de final.
En dicha instancia, eliminaría a Brasil (78-67), y en semifinales haría lo propio con Alemania, a quien doblegó 86 a 80. Aquel día, Emanuel Ginóbili se lesionó el tobillo y no pudo disputar la final ante Yugoslavia. En el duelo decisivo, Argentina finalizaría subcampeón, luego de perder una discutida final en tiempo extra. Parte de la prensa mundial señaló que el arbitraje en la final no fue del todo correcto, y de hecho, el mismo árbitro Nikos Pitsilkas años más tarde confesó haberse equivocado en la última jugada del partido al no sancionar una falta que pudo haber dado el título a la selección sudamericana.
| Mundial 2002 |
| Argentina Juan Ignacio Sánchez Emanuel Ginóbili Alejandro Montecchia Fabricio Oberto Lucas Victoriano Gabriel Fernández Hugo Sconochini Luis Scola Leonardo Gutiérrez Andrés Nocioni Leandro Palladino Rubén WolkowyskiEntrenador: Rubén Magnano |

## El logro más importante del básquet argentino: oro olímpico en Atenas 2004
Anexo:Torneo masculino de baloncesto en los Juegos Olímpicos de Atenas 2004

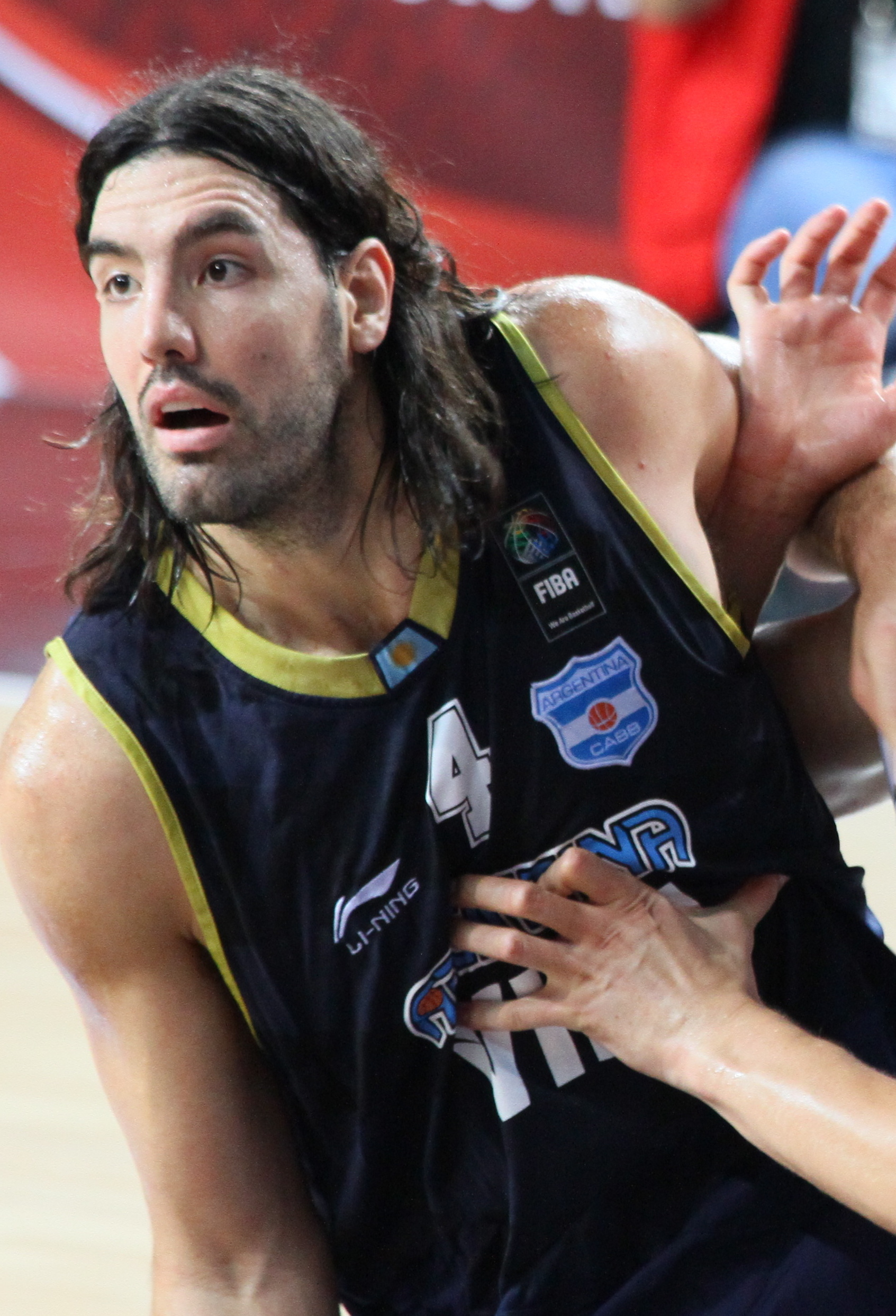
Luis Scola, jugador con más presencias en la historia de la Selección Argentina y en los Campeonatos Mundiales de la FIBA. Capitán y emblema de la Generación Dorada.

Como preparación a los JJ. OO. de Atenas, Magnano utilizó a algunos de los jugadores que llevaría a los Juegos Olímpicos para disputar de manera competitiva el Campeonato Sudamericano de Brasil 2004. La selección no desentonó, y con un récord de 5-1 se alzó con un nuevo título, derrotando a Brasil en la final por 95 a 78, con 37 puntos de Walter Herrmann.
En los Juegos Olímpicos de Atenas 2004 la Selección de Rubén Magnano lograría el hito más importante de la historia del básquetbol argentino al conseguir ganar la medalla de oro. Argentina conformó el Grupo "A" junto a Serbia y Montenegro, España, Italia, China y Nueva Zelanda. Argentina ganó 3 partidos y cayó en 2 en el grupo, por lo que finalizó 3.ª, y clasificó para la siguiente ronda. En el cruce de cuartos de final le tocó medirse con Grecia (que era el combinado local), y la derrotó 69 a 64 en un durísmo partido. En la semifinal eliminó a Estados Unidos, cuyo equipo nuevamente estaba integrado por jugadores de la NBA, por 89 a 81. Argentina es la única selección en el mundo que derrotó 2 veces a una selección de Estados Unidos compuesta por jugadores de la NBA. En la final, el conjunto albiceleste doblegó a Italia por un contundente 84 a 69 y se transformó así en campeón olímpico.
| Juegos Olímpicos 2004 |
| Argentina Juan Ignacio Sánchez Emanuel Ginóbili Alejandro Montecchia Fabricio Oberto Walter Herrmann Gabriel Fernández Hugo Sconochini Luis Scola Leonardo Gutiérrez Andrés Nocioni Carlos Delfino Rubén WolkowyskiEntrenador: Rubén Magnano |

## El oro en el FIBA Diamond Ball y el bronce en Pekín 2008: el Nro. 1 en el Ranking FIBA
Anexo:Torneo masculino de baloncesto en los Juegos Olímpicos de Pekín 2008
FIBA Diamond Ball 2008

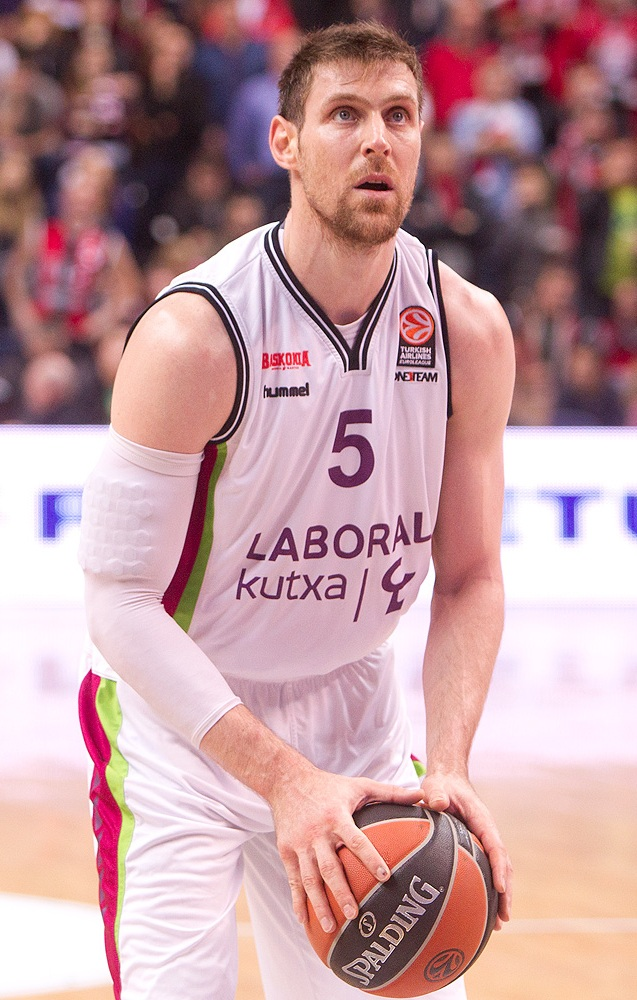
Andrés Nocioni: uno de los emblemas de la Generación Dorada.

Por ser campeona olímpica en 2004 y subcampeona de América en 2007, la Argentina representó al continente en el FIBA Diamond Ball 2008. En aquella copa oficial organizada por la FIBA participó una selección nacional de cada uno de los continentes, por lo general, las campeonas de cada región, imitando el formato de la Copa Confederaciones del fútbol. Así, llegaron a la competencia Angola por FIBA África, Argentina por FIBA Américas (y por ser el campeón olímpico en 2004), Irán por FIBA Asia, Serbia por FIBA Europa (participó como campeón defensor del torneo anterior), Australia por FIBA Oceanía, y el país sede China.
Argentina ocupó el Grupo "B", junto a Serbia e Irán. A los asiáticos los venció 81 a 71, mientras que a los serbios los derrotó 75 a 60, finalizando así como puntera del grupo y clasificando a la final del torneo ante el ganador del Grupo "A", que fue Australia. De la mano de Sergio Hernández, la Selección Argentina consiguió la medalla de oro luego de derrotar 95-91 a los oceánicos en la final, con una destacada actuación de Luis Scola.
A los pocos días, comenzó la actividad basquetbolística en los JJ. OO. de Pekín 2008. Allí, La Generación dorada defendía el oro obtenido en los pasados Juegos Olímpicos, y participó del Grupo "A" junto a Lituania, Croacia, Rusia, Australia e Irán. Cayó en el debut ajustadamente ante Lituania (79-75), pero finalmente ganó el resto de los partidos de su grupo, clasificando así 2.ª a los cuartos de final. En dicha instancia, los albicelestes derrotaron a Grecia 80-78 en un partido "para el infarto". En semifinales, lo esperaba el gran candidato al oro: Estados Unidos, que esta vez derrotó a la Argentina 101 a 81 y mandó a los de Hernández a jugar por el 3.er y 4.º puesto. Finalmente, Argentina obtuvo la medalla de bronce después de derrotar a Lituania (87-75).
El hecho destacado es que luego de dichos Juegos Olímpicos, la Selección albiceleste quedó en el puesto Nro. 1 del Ranking de la FIBA, posición que ocupó hasta 2012.
| FIBA Diamond Ball 2008 Juegos Olímpicos 2008 |
| Argentina Luis Scola Emanuel Ginóbili Román González Fabricio Oberto Pablo Prigioni Antonio Porta Carlos Delfino Paolo Quinteros Leonardo Gutiérrez Andrés Nocioni Juan Pedro Gutiérrez Federico KammerichsEntrenador: Sergio Hernández |

## Nuevamente campeones de América en 2011, Campeones Sudamericanos 2012, y 4.º puesto en JJ.OO. de Londres 2012
Campeonato FIBA Américas de 2011

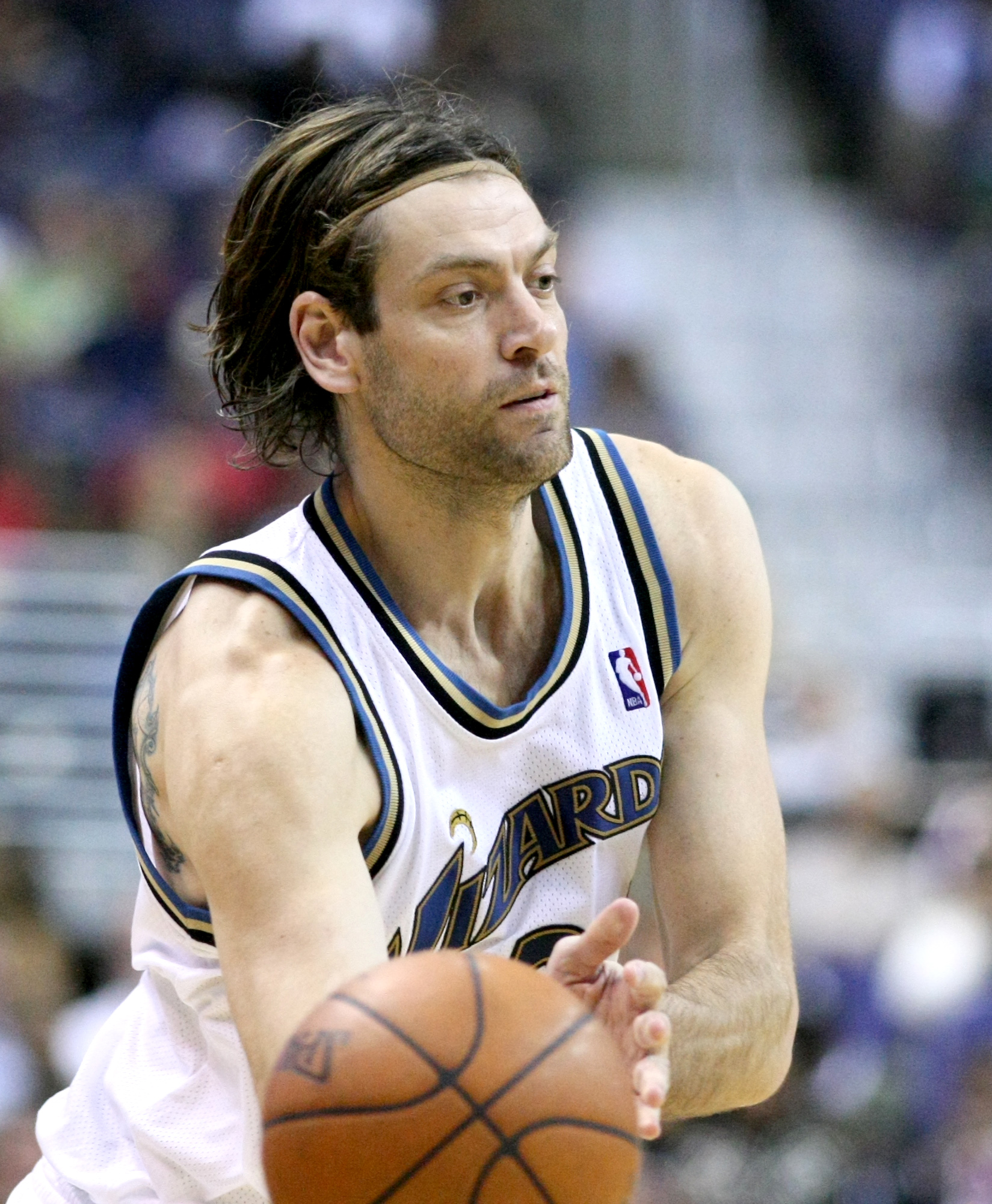
Fabricio Oberto, jugador emblema de la Generación Dorada, volvía a jugar con la Selección Argentina en Mar del Plata 2011 luego de una afección cardíaca.

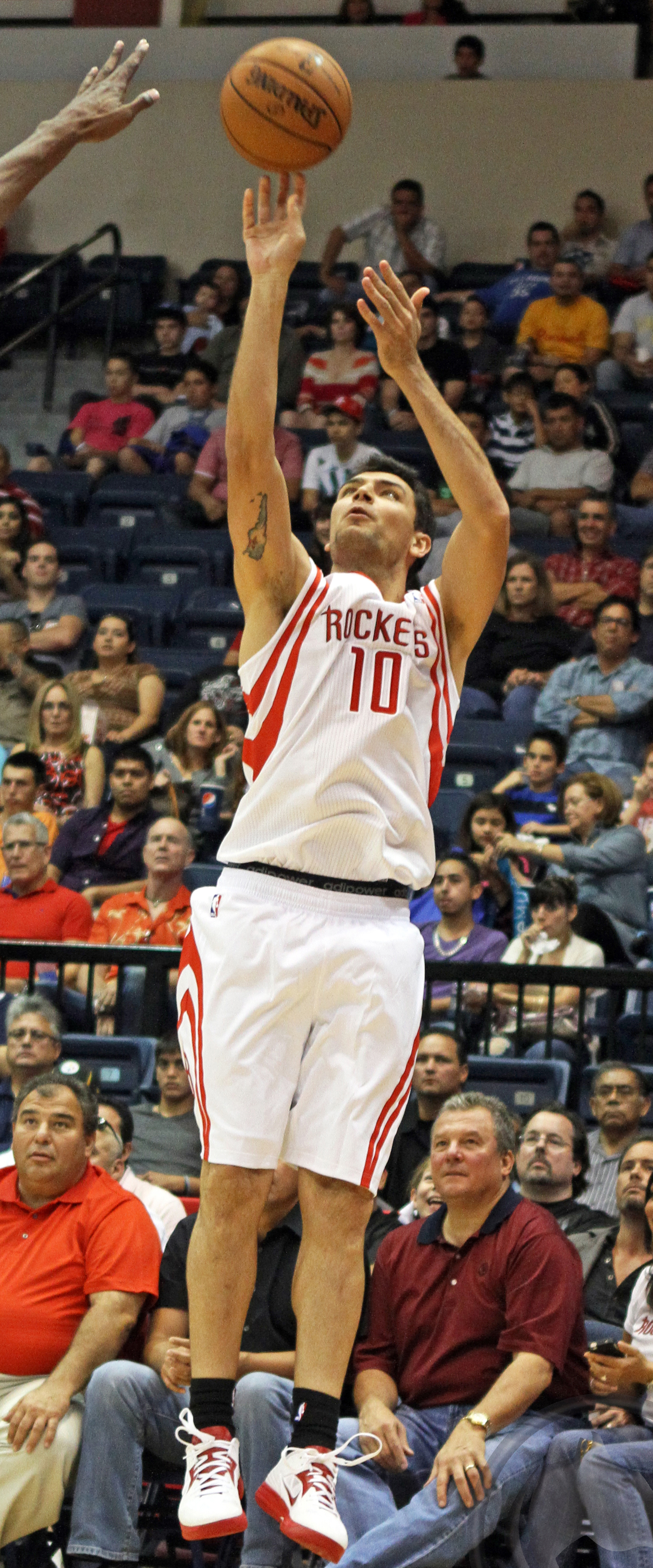
Carlos Delfino fue otro notable jugador de la Generación Dorada con exitoso paso por la NBA. En 2012 ganaría el Olimpia de Plata.

Para el campeonato continental de 2011 -clasificatorio con solo 2 plazas para los Juegos Olímpicos de Londres 2012-, la Selección Argentina vio el regreso de algunas figuras que componían la Generación Dorada y que no habían estado presentes en el Mundial de Turquía 2010, donde Argentina finalizó 5.ª. Así, Emanuel Ginóbili, Andrés Nocioni y Fabricio Oberto volvían a formar parte de la Selección en el torneo continental que se disputaba en Mar del Plata, con la misión de llevar a la Argentina a Londres.
Argentina integró el Grupo "B", junto a Paraguay, Uruguay, Puerto Rico, y Panamá. Ganó todos sus cotejos con relativa facilidad: 84-52 a Paraguay, 86-51 a Uruguay, 81-74 a Puerto Rico y 90-71 a Panamá, por lo que clasificó sin sobresaltos a la segunda fase. En dicha instancia, los 4 primeros de un nuevo grupo de 8 pasarían a semifinales, y Argentina se enfrentaría a los 4 clasificados del grupo A, que estaba compuesto por Brasil, Canadá, República Dominicana y Venezuela. En la primera fecha, el conjunto albiceleste barrió a Canadá con un contundente 79-53. En la segunda fecha, Argentina le ganó a Venezuela 111 a 93. En la tercera fecha, cayó ante Brasil por un ajustado 73-71, en lo que fue la única derrota de la Generación Dorada en este torneo. Finalmente, en la última fecha, los dirigidos por Julio Lamas se impusieron fácilmente a República Dominicana por 84 a 58, clasificando como 2.º dentro de los 4 primeros que jugarían las semifinales. De esta manera, los emparejamientos semifinales (cuyos ganadores obtendrían las 2 plazas disponibles para los Juegos Olímpicos de Londres) quedaron compuestos por Argentina (2.º del grupo)-Puerto Rico (3.º del grupo) y Brasil (1.º del grupo)-República Dominicana (4.º del grupo).
En un duelo para el infarto que se definió en los últimos segundos, Argentina le ganó a Puerto Rico 81-79 el 10 de septiembre, mientras que Brasil hizo lo propio con Dominicana ese mismo día por 83 a 76. De esta manera, los dos grandes de Sudamérica obtenían los dos cupos disponibles para los JJ.OO. Pero quedaría pendiente quién de los dos obtendría el título de campeón, duelo que se dirimió el 11 de septiembre, ante un repleto Polideportivo Islas Malvinas. Así, en un clásico parejo, como casi siempre se da, Argentina doblegó 80 a 75 a Brasil en la final, obteniendo así el título de campeón de América por 2.ª vez en su historia. La gran figura fue Luis Scola, con 32 puntos y 4 asistencias.
| Campeonato FIBA Américas de 2011 |
| Argentina Luis Scola Emanuel Ginóbili Martín Leiva Fabricio Oberto Pablo Prigioni Pepe Sánchez Carlos Delfino Paolo Quinteros Hernán Jasen Andrés Nocioni Juan Pedro Gutiérrez Federico KammerichsEntrenador: Julio Lamas |